# Leo Mertens
Peter Leonardus Hubertus (Leo) Mertens (Heythuysen, 30 augustus 1885 – Roermond, 5 februari 1970) was een Nederlands politicus. 
Hij werd geboren als zoon van Antoon Mertens (1849-1888; landbouwer) en Petronella Kessels (1851-1936). Hij was nog maar 2 jaar toen zijn vader stierf waarna zijn moeder trouwde met een winkelier. In 1910 werd de toen 24-jarige Mertens de gemeentesecretaris van Heythuysen en in 1912 volgde daar zijn benoeming tot burgemeester. Daarnaast was hij vanaf 1919 de burgemeester van Roggel. Eind 1941 werd hem op eigen verzoek ontslag verleend waarop beide gemeenten de NSB'er W.H. Collon als burgemeester kregen. Na de bevrijding keerde Mertens terug in beide functies. Hij ging in 1950 met pensioen en overleed in 1970 op 84-jarige leeftijd. 